# Smyrnium ramosum
Smyrnium ramosum är en flockblommig växtart som beskrevs av D'urv. Smyrnium ramosum ingår i släktet vinglokor, och familjen flockblommiga växter. Inga underarter finns listade i Catalogue of Life.